# Stepan Szuchewycz
Stepan Jewhenowycz Szuchewycz, ukr. Степáн Євгенович Шухéвич (ur. 1 stycznia 1877 w Serafińcach, zm. 6 czerwca 1945 w Amberg) – adwokat, ukraiński działacz społeczny i wojskowy.

## Życiorys
Urodził się w rodzinie księdza greckokatolickiego ks. Jewhena Szuchewycza i jego żony z Łewyckich.
Po ukończeniu gimnazjum akademickiego we Lwowie (1895) wstąpił na Wydział Prawa Uniwersytetu Lwowskiego, który ukończył w 1899. Po stażu odbytym we Lwowie i Wiedniu od 1903 sędzia w Rawie Ruskiej, Dolinie i Drohobyczu. W 1911 rozpoczął praktykę adwokacką. W latach 1914–1916 oficer Ukraińskich Strzelców Siczowych, w latach 1917–1918 porucznik Armii Austro-Węgier, w 1918 komendant żandarmerii polowej przy austriackim gubernatorze wojskowym podczas okupacji Odessy.  W latach 1918–1919 oficer Ukraińskiej Armii Halickiej, wojskowy komendant Lwowa (listopad 1918), dowódca 4 Brygady Piechoty, później członek naczelnego dowództwa UHA. W czerwcu 1919 przewodniczył delegacji UHA na rozmowy z przedstawicielami Wojska Polskiego w sprawie zawieszenia broni w wojnie polsko-ukraińskiej.
W II Rzeczypospolitej był adwokatem, obrońcą w wielu procesach politycznych. Bronił m.in. Stepana Fedaka, Wasyla Biłasa i Dmytra Danyłyszyna, Wasyla Atamańczuka i Iwana Werbyćkiego (oskarżonych w procesie o zabójstwo Stanisława Sobińskiego). Był obrońcą w procesie lwowskim Stepana Bandery, jako obrońca Romana Szuchewycza (bratanka) i Bohdana Hnatewycza.
W latach 1921–1925 wykładał prawo karne na Tajnym Uniwersytecie Ukraińskim we Lwowie. Długoletni (1921–1939) szef rady nadzorczej spółdzielni wydawniczej Czerwona Kałyna. Po agresji III Rzeszy i ZSRR na Polskę przeniósł się na terytorium okupacji niemieckiej do Krakowa, gdzie kontynuował praktykę adwokacką. W czerwcu/lipcu 1941 sekretarz Ukraińskiego Komitetu Narodowego (UNK).
Stryj Romana Szuchewycza (ojciec Stepana – ks. Jewhen i dziadek Romana – Wołodymyr Szuchewycz byli braćmi).